# سانی اند شر
سانی اند شر (انگلیسی: Sonny & Cher) یک گروه موسیقی دونفره در دهه ۱۹۶۰ و ۱۹۷۰ میلادی متشکل از زوج‌ها، سانی بونو و شر بود. این دو زوج کار خود را در اوایل دهه ۱۹۶۰ به عنوان آوازخوان پشتیبان فیل اسپکتور شروع کرده بودند.
این دو نفر نخستین بار با دو آهنگ موفق در سال ۱۹۶۵ از جمله «من تو را دارم عزیزم» شهرت یافتند. پس از عقد قرارداد با شرکت رکورد آتکو/آتلانتیک، آن‌ها سه آلبوم استودیویی در اواخر دهه ۱۹۶۰ منتشر کردند و همچنین برای دو فیلم ناموفق موسیقی متن ضبط کردند. در سال ۱۹۷۲، پس از سه سال سکوت، این زوج به استودیو بازگشتند و دو آلبوم دیگر منتشر کردند.
در دهه ۱۹۷۰، آن‌ها همچنین به عنوان شخصیت‌های رسانه‌ای شناخته شدند و دو برنامه تلویزیونی موفق در فهرست ده برنامه برتر آمریکا را اجرا کردند. حرفه این زوج به عنوان یک گروه در سال ۱۹۷۵ پس از طلاقشان به پایان رسید. در دهه‌ای که با هم گذراندند، سانی و شر دو بار نامزد دریافت جایزه گرمی شدند و بیش از ۴۰ میلیون نسخه از آثارشان در سراسر جهان فروختند. مجله رولینگ استون آن‌ها را در فهرست «۲۰ زوج برتر تمام دوران» در رتبه ۱۸ قرار داد.
شر حرفه موفق خود را به‌عنوان خواننده و بازیگر مستقل ادامه داد، در حالی که سانی بونو در نهایت به عنوان نماینده جمهوری‌خواه کالیفرنیا در کنگره ایالات متحده آمریکا انتخاب شد. این دو هنرمند در سال ۱۹۹۸ پس از مرگ سانی در یک تصادف بر اثر اسکی، به پیاده‌روی مشاهیر هالیوود معرفی شدند.